# رستم پیراسته
رستم پیراسته آخرین وزیر امور اقتصادی و دارایی در دولت شاپور بختیار بود. وی در دانشگاه‌های هاروارد، ییل و کلمبیا درس خوانده و ۲۰ سال در آمریکا زندگی کرده بود.
او به ایران بازگشت تا ریاست بانک بین‌المللی ایران را بر عهده بگیرد که ۳۰ درصد سهام آن در مالکیت بانک Chase Manhattan بود. 

## فعالیت‌های سیاسی
رستم پیراسته دانش‌آموخته رشته اقتصاد از آمریکا و پنجاهمین وزیر اقتصاد و دارایی از زمان برقراری مشروطه در ایران بود و پیش از قبول مسوولیت وزارت در دولت بختیار، مدتی در اواخر دهه سی استاندار فارس بود.
پس از انقلاب، او به همراه ابوالقاسم خادم و فرزند او، جواد خادم، پرویز قادسی، رضا حاج مرزبان، سعید تیموری و پرویز شیبانی به عنوان شاخه سیاسی عملیات نقاب (کودتای نوژه) مطرح شدند.

## برنامه‌های وزارت اقتصاد ودارایی در کابینه بختیار
در جلسه مورخ ۲۷ دی ماه ۱۳۵۷ شاپور بختیار، نخست‌وزیر وقت، موارد زیر را به عنوان برنامه‌های مربوط به وزارت اقتصاد و دارای که تحت وزارت رستم پیراسته بود، به عنوان رئوس برنامه‌ای دولت ارائه کرد:
1. به گردش درآوردن چرخ‌های اقتصادی کشور به نحوی که از بیکار شدن یک و نیم میلیون نفر کارگر صنعتی و عاطل ماندن نزدیک به ده میلیون نفربرای نیروی فعال ملی جلوگیری شود زیرا که در صورت بروز چنین فاجعه‌ای همه افراد کشور با مصیبت بیکارگی، فقر، گرسنگی و قحطی روبرو خواهندشد.
2. بازگرداندن شرایط لازم متناسب برای حصول اشتغال کامل در کشور به نحوی که کلیه منابع انسانی و ثروت ملی به صورتی معقول و منطقی به کارگرفته شود.
3. تعدیل سیر نامتعادل قیمتها که متأسفانه در نتیجه سیاست‌های بی‌رویه و غلط و مقررات نامتناسب و فساد در گذشته، و نیز بحرانهای اخیر به کلی از حیطه کنترل خارج شده‌است.
4. ایجاد امکانات لازم برای بهره‌برداری مطلوب از منابع ملی در جهت حفظ منابع جامعه ایرانی و پایان دادن به هر نوع بهره‌کشی غیرعادلانه و استثماری از منابع ثروت ملی.
5. تجدید نظر در نقش دولت در فعالیت‌های اقتصادی با رعایت و تأکید این نکته که در هر حال مصالح ملی بر منافع فردی رجحان دارد، لیکن این رجحان به معنی مداخله ناروای دولت در اموری که مردم می‌توانند و می‌باید انجام دهند نخواهد بود.
6. لغو انحصارها و شبه انحصارهای غیرضروری دولتی و ایجاد زمینه‌های مناسب جهت تأمین رقابت سالم.
7. دادن اولویت و به کار گرفتن منابع ملی برای سازندگی امور زیربنایی و آبادانی کشور و افزایش تولید کالاها و خدمات مورد نیاز عمومی.
8. برقراری بخشودگی و تخفیف مالیاتی با توجه به وضع گروه‌های اجتماعی و ابعاد خانواده‌ها و تأمین حداقل یک زندگی متعارف.
9. تجدید نظر در تأمین رسیدگی به اختلافات مالیاتی به نحوی که متضمن مصالح و منافع متقابل دولت و مؤدی باشد.
10. ایجاد ضوابط مشخص و منجز برای تشخیص مالیات و اعمال اصل صحت به نفع مؤدی بر اساس ضوابط مذکور.
11. واگذاری امر رسیدگی نهایی در مورد اختلافهای مالیاتی بر اساس اصل عمومی صلاحیت دادگستری و مراجع صالحه قضایی به نحوی که نقش کمیسیون‌های مالیاتی به عنوان تنها مرجع رسیدگی به دعاوی مالیاتی تعدیل گردد.
12. بخشیدن وزن معقول به درآمدهای مالیاتی در کل مجموع درآمدهای عمومی کشور و ایجاد تعادل در دخل و خرج کشور.
13. مبارزه منطقی و اصولی با همه جنبه‌های زندگی تجملی از طریق حداکثر صرفه‌جویی در هزینه‌های عمومی و تشویق مردم به ادامه این روش درزندگی روزمره.
14. تعدیل هزینه‌های نظامی با توجه به رعایت تناسب میان این هزینه‌ها و قدرت اقتصادی و نیازهای دفاعی کشور.
15. نظارت دقیق و یکنواخت و سراسری بر کلیه هزینه‌های جاری و عمرانی دولت در تمام سازمانها اعم از لشکری و کشوری از طریق مراجع صالح مانند دیوان محاسبات.
16. انتشار مرتب گزارشهای آماری در زمینه دخل و خرج کشور و گذاشتن مردم در جریان کلیه امور مربوطه.
17. تلاش برای افزایش درآمدهای ارزی کشور از طریق بالا بردن حجم صادرات کالاها با ارزش افزوده بیشتر و نیز توسعه صادرات خدمات.
18. تنظیم برنامه سیاست ملی به منظور حفاظت نفت و گاز در رعایت مصالح نسل کنونی و نسلهای آینده جامعه ایرانی و نگهداشتن سطح صادرات نفتی کشور در حد لزوم و رعایت سیاست قیمت‌گذاری اوپک.
19. توزیع منطقی و اصولی اعتبارات بانکی با توجه به نیازهای واقعی کشور و با تأکید و اولویت بخشهای کشاورزی و دامپروری، صنایع و مسکن و اتخاذ تدابیر لازم برای پایان دادن به نابسامانیهای حاصل از اوضاع کنونی در سیستم مبادلات اسناد تجاری.
20. تجدید نظر اساسی در نظام برنامه‌ریزی و بودجه دولت در جهت تعیین اولویت اقتصادی و اجتماعی و ایجاد توازن در هزینه‌ها و درآمدهای دولت و تعیین نقش مطلوب بخش خصوصی و تعمیم اثرات اجرای برنامه‌های اقتصادی و اجتماعی به تمام مناطق و افراد کشور.